# 緊急取調室
『緊急取調室』（きんきゅうとりしらべしつ、英称：Emergency Interrogation Room）は、テレビ朝日系「木曜ドラマ」枠で断続的に放送されている日本の刑事ドラマシリーズ。主演は天海祐希。
本項での「S1」はFIRST SEASON、「S2」はSECOND SEASON、「S3」は3rd SEASON、「S4」は4th SEASON、「SP1」は2015年放送のドラマスペシャル、「SP2」は2022年放送のドラマスペシャル、「SP3」は2023年に放送予定だったドラマスペシャルを表す。

## 概要
失敗の全責任を負わされた刑事・真壁有希子が、左遷先の「警視庁捜査一課 緊急事案対応取調班」（通称・キントリ）で一癖も二癖もある犯人たちと対決する刑事ドラマ。S1の第1話から第5話までの話は真壁中心だったが、S1第6話以降からは他のメンバーがメインの話も登場する。基本的に一話完結だが並行して真壁の夫・匡の殉職の謎にも迫る。S2からは取調べとその対象との駆け引きや心理戦が中心の原則一話完結のストーリーとなった。
2014年1月9日から3月13日にS1、2015年9月27日に「日曜エンタ」枠でドラマスペシャル、2017年4月20日から6月15日にS2、2019年4月11日から6月20日にS3が放送され、2020年5月31日には2015年放送のドラマスペシャルが「日曜プライム」枠にて「特別編」として再放送、2021年7月8日から9月16日にS4が放送された。
2022年1月3日には、4th Seasonのその後を描く「緊急取調室 特別招集2022〜8億円のお年玉〜」が放送された。
また、S3のみ2019年10月1日から「配信オリジナル版」がAmazon Prime Video、テレ朝動画等で配信されている。
2022年12月、映画化されることが発表された。『劇場版「緊急取調室 THE FINAL」』のタイトルで2023年6月16日に公開予定だったが、同年6月1日に公開延期が発表された。
また、その前日にはSP3も放送される予定だったが、それも放送延期になることが発表された。なお、延期発表後の6月16日、SP3に出演していた永山絢斗が大麻取締法違反で逮捕・起訴され、懲役6ヶ月・執行猶予3年の判決を受けたため、こちらは放送の中止が見込まれている。
2025年8月15日、10月からの5th season放送開始と、延期されていた劇場版の公開日が12月26日になったことが発表された。

## あらすじ
密室である取調室で度々起こる過剰な取調べと自白強要問題に対処すべく警視庁は取調室に監視カメラを設置。その中で決して自白しない、供述が二転三転する訳アリの容疑者を落とすべく取調べ専門のチームが結成され容疑者から真実を暴こうと奮戦する。

## 登場人物
★（キントリに聴取された被疑者・目撃者・参考人）
※ 年齢はS1時点。

### 緊急事案対応取調班（通称・キントリ）
真壁有希子（まかべ ゆきこ）〈45〉
演 - 天海祐希 ★
経歴：国立警察署強行犯係
→ 警視庁特殊犯捜査係（SIT）主任（S1第1話）
→ 緊急事案対応取調班（S1第1話 - S4）
→ 警視庁刑事部捜査第一課特殊犯捜査係（SP2）
→ 緊急事案対応取調班（SP2）〈S4でチームは解散したが、一時的に復活〉
→ 警視庁刑事部捜査第一課特殊犯捜査係（SP2）
刑事。階級は警部補。所轄刑事であったところ、郷原に見込まれて警視庁所属になった。其の後、SIT在籍時に関わった事件で犯人を説得している最中に、相馬が独断的に犯人を狙撃してしまう騒動の責任を負い、犯人への交渉役をしてきた経験を買われ、同期である梶山により現職へ抜擢される。刑事と婚姻関係にあったが、8年前に殉職により死別してしまう。その経験から殺人を許していない。誰よりも夫を信頼し愛している。目の前の事件に向き合いながらも夫である真壁匡が殉職という形で死ななければならなかったのかについても真相を追う事に諦めてない様子。娘と息子がおり、2人とも実家を出てそれぞれ離れて暮らしている様子。
S2以降、事件解決後には捜査記録のファイルにタイトルをつけている。
取り調べに入る前など、気合いを入れる時には自らの両頬を叩く。「面白くなってきたじゃない」が口癖である。
またS4最終回にてチームは解散となったが、SP2にて再度集まることになった。
梶山勝利（かじやま かつとし）〈46〉
演 - 田中哲司
経歴：緊急事案対応取調班（S1 - S4）
→ 警視庁捜査一課（SP2）
→ 緊急事案対応取調班（SP2）
管理官。階級は警視。警察組織の階級主義や、縄張り争いのしがらみに苦慮する一方、出世も目論む中間管理職。冷徹な判断力と要領の良さで出世を重ねてきた。決断力で部下を引っ張る男。
かつての戦友という理由で真壁をキントリに連れてきた。
S2からは事件の特性を鑑み、誰を取調の担当をさせるのかを決定する役目も担う。
S2の時点より妻と離婚協議中で、S3第5話時点で離婚が成立。学生時代は山岳部に所属していた。
事案をキントリに持ってきた際に「皆さん、出番です」というのがお決まりである。
いつも同期である真壁を心配し気にかけているが、実は元キントリの部長である郷原と繋がっており、郷原に指示や報告などをしながら、キントリや特に真壁の監視を行っており、さらに真壁有希子とその夫匡の同期あり、死の真相に関わっており、郷原の言いなりでしか無かったが、S1最終回にて郷原の命令ではあったが、カメラと真壁を前にして真相の全てかは定かでは無いが梶山自身の知っている事全てを話し、せめてもの償いとして真壁を守ると決め、より心配するようになった。
玉垣松夫（たまがき まつお）
演 - 塚地武雅（S3 - ）
経歴：警視庁捜査支援分析センター
→ 緊急事案対応取調班（S3）
→ 警視庁サイバー犯罪対策室（S4）
→ 緊急事案対応取調班（SP2）
刑事。階級は警部補。画像解析のエキスパート。愛称は「タマちゃん」。
中田とは警視庁の将棋部で親しくしており、彼の退職に伴い欠員が出たキントリに異動する。S4時点では再び異動しているものの、キントリには暇なとき顔を出しており、そのスキルを買われて事件に関する情報収集も任されている。
生駒亜美（いこま あみ）
演 - 比嘉愛未（SP2）
経歴：警視庁警務部訟務課
→ 警視庁刑事部捜査第一課
→ 緊急事案対応取調班（SP2）
刑事。階級は巡査部長。警視庁内の女性の社会進出を願う人物で、その思考から「女ではなく女性と言え」という言動等から、有希子や松原しおりと意見が衝突する事が多い。真面目でプライドが高い性格。
酒井寅三（さかい とらぞう)
演 - 野間口徹（SP2）
経歴：警視庁刑事部捜査第二課
→ 警視庁刑事部捜査第一課
→ 緊急事案対応取調班（SP2）
刑事。階級は警部補。冷静でニヒルな性格だが、子供が6人いるので子供の相手は得意。愛称は「虎さん」。

### 元緊急事案対応取調班のメンバー
中田善次郎（なかた ぜんじろう）〈57〉
演 - 大杉漣（S1 - S2 / S3第2話〈写真〉・第7話〈回想〉 / S4第1話・第7話〈写真〉 / SP2〈回想〉）
経歴：緊急事案対応取調班（S1 - S2）
→ 退職（S3）
刑事。階級は警部。少年課出身。愛称は「（ホトケの）善さん」。穏やかで物腰も柔らかい。19歳年下の妻がいる。学生時代は父親の事情で高校へ通うことができず定時制学校を卒業している。
犯人には誠実に対応して「情に訴えて落とす」。が、S1第6話でかつて少年課で純朴な少年だったがすっかりひねくれてしまった北原健には激怒した。
真壁には異動当初から好意的に接していた。
演者の大杉の死去に伴い、S3では退職した設定となっている。S3第1話の終盤で大杉を偲ぶテロップが出された。
またS4で登場した山上の父親でもある。
菱本進（ひしもと すすむ）〈56〉
演 - でんでん
経歴：緊急事案対応取調班（S1 - S4）
→ 運転免許試験場免許課 主任（SP2）
刑事。階級は警部補。マル暴出身。短気で素行が悪く口も悪い。真壁を「おばはん」呼ばわりしているが、「菱やん」と呼ばれており、ボケとツッコミのような間柄となっている。愛称は「菱さん」。宮城県出身。腰痛の気がある模様。
主に小石川と組んで「おだてと脅し」を使い分けて犯人を落とす。
過去にモンタージュ捜査に参加した経験があり、犯人の似顔絵作成に長けている。拳銃の腕前も優秀。
小石川春夫（こいしかわ はるお）〈55〉
演 - 小日向文世
経歴：警視庁捜査第二課（10年前）
→ 緊急事案対応取調班（S1 - S4）
→ 警察学校 教官（SP2）
刑事。階級は警部。同僚にはドライに接し、私生活では息子がいたが仕事にかまけているあまり、会話を全くせず何も知らないまま事故で亡くなった。皮肉を言うが、真壁の実力は認めている。キントリ一の頭脳派。愛称は「春さん」。
菱本と組んで「飴と鞭」で犯人を落とす戦法が得意。
被疑者には柔らかく接するが、その間にも鋭い人間観察を行っている。
S4より、真壁から真壁ちゃんと呼び方も変わっている。

### 警視庁刑事部捜査第一課一係
渡辺鉄次（わたなべ てつじ）〈30〉
演 - 速水もこみち
一係主任。階級は巡査部長（SP2では警部補に昇進）。監物と合わせて「モツナベ」と呼ばれる。恐怖心や駆け引きの機微というものを持たない怪力男。上司である監物の命令ならば、どんなことでも従順に従う。
捜査第一課に異動してきた山上の教育係になる。
監物大二郎（けんもつ だいじろう）〈41〉
演 - 鈴木浩介
経歴：警視庁刑事部捜査第一課一係（S1 - S4第6話）
→ 警視庁溜池警察署刑事課（S4最終話）
→ 警視庁刑事部捜査第一課一係（SP2）
一係長。階級は警部（SP2では警部補に降格）。熱い正義感を持つ反面プライドが高く、遺体など凄惨な現場を目にすると吐き気を催したり、すぐ物に当たる度量の小さい男。爪を噛む癖がある。自分たちが検挙した犯人を横取りしていくキントリに対して敵意を抱いており、その実力は認めているものの相変わらず「俺たちはパシリじゃねぇ」が口癖である。
諸星和彦を確保する際に警告なしで発砲したことで異動処分を受け、キントリの面々に渡辺のことを託して去ったが、事件に関する情報提供のため再び真壁たちの前に姿を見せる。
山上善春（やまがみ よしはる）
演 - 工藤阿須加（S4 - ）
経歴：警視庁警備部航空機警乗警察官（S4第1話 - 第6話）
→ 警視庁刑事部捜査第一課一係（S4第7話 - ）
階級は巡査部長。中田の息子だが、幼少期に両親が離婚しているため母方の姓を名乗っており、真壁にも中田との関係をキントリのメンバーに口外しないよう念を押している。人情派で知られていた父と違い警察組織に忠実。
捜査第一課に異動になる。

#### 他の一係刑事
竹山
演 - RIKIYA（S1第1話 - 第6話・最終話）
松本
演 - 桜井聖（S1第1話 - 第6話・最終話 / S3第4話 / S4第1話・第3話・第6話 - 第8話 / SP2）
梅沢
演 - 佐藤裕（S1第1話 - 第6話・最終話）
井中一貴
演 - 川井つと（S2第1話・第2話・第5話・第8話・最終話）
新月
演 - 青柳尊哉（S2第1話・第2話・第5話・第8話・最終話）

### 警視庁
郷原政直（ごうはら まさなお）〈54〉
演 - 草刈正雄（S1） ★
警視庁刑事部 部長。階級は警視監。キントリを創設した張本人であり真壁やキントリを信頼しているように見えたが、警備部情報漏洩事件の張本人でS1最終話で逮捕される。
磐城和久（いわき かずひさ）
演 - 大倉孝二（SP1 - S3 / SP2）
経歴：警視庁刑事部 部長（SP1 - S3）
→ 警視庁副総監（SP2）
警視庁刑事部 部長。階級は警視監。郷原の後任。国民からの信頼が出世への基本と考え、キントリの常軌を逸した落とし方に頭を悩ますが手柄もあげるためには利用せざるを得ないとも理解している。梶山のことをライバル視しており、離婚調停の事実を知った際には嬉しそうな表情を見せるなど何かにつけて嫌味な態度をとっているが、S3で彼が行方不明になった際には捜索隊に対して必ず見つけ出すよう指示し、部下として大切に思っている一面も見せた。
相馬一成（そうま かずなり）〈52〉
演 - 篠井英介（S1 / S3第1話）
経歴：警視庁刑事部捜査一課長（S1）
→ 警視庁副総監（S3第1話）
階級：警視正 → 警視監
元々真壁の上司。扱いづらい真壁を郷原に申し出て異動させた。S1で不正を働き失脚したかに見えたが、警視庁の副総監に出世しS3で再登場する。しかし部下の菊池参事官が保身のために誤認逮捕した犯人を射殺した事件の隠蔽を図ろうとしたことが判明し再び失脚する。
沢渡巌（さわたり いわお）
演 - 三上市朗（S2）
警視庁刑事部捜査一課長。階級は警視正。相馬の後任。キントリを疎ましく思っている。「文京区女子高生ストーカー殺人放火事件」では応援として捜査本部におり容疑者であった峰岸健太に恫喝まがいの取り調べを行い結果自殺させてしまう。それから5年後その事件が絡む拳銃強奪事件で犯人から銃撃されてしまう。
北斗偉（ほくと たける）
演 - 池田成志（S4）
警視庁刑事部 部長。公安部出身。
磐城の後任。出世欲の強い男尊女卑主義者で、キントリひいては真壁を毛嫌いしている。かなり思い込みが激しく、十分な証言・証拠が揃っていない状況で犯人を決めつけたりするなど警官としての能力は欠けている。
国土交通副大臣の宮越とは何らかの繋がりを持っており、彼が搭乗する飛行機をハイジャックした大國塔子をキントリが取り調べる条件として「真壁に辞表を書かせること」を提示したり、大國の取り調べに真壁が同席した途端にキントリの部室に駆け込んで庁内視聴の回線を切るよう梶山に命令するなどの妨害を行っていた。その後も宮越の指示でキントリを監視している。

### 真壁家
真壁匡（まかべ ただし）〈享年38〉
演 - 眞島秀和（S1 - S2 / S3第1話・第6話〈写真〉 / SP2〈回想〉）
有希子の夫。元警視庁警備部の捜査員。梶山の同期。8年前、警備部情報漏洩事件の捜査に関わっている中で、非番の日に通り魔に襲われ殺害される。
真壁奈央〈16〉
演 - 杉咲花（S1 - SP1）
有希子と匡の娘。都立明青高等学校の生徒。S3第5話時点では大学進学の関係で巣立ち。
真壁則行〈7〉
演 - 秋間将汰（S1 - SP1）（赤ちゃん：丹羽陽翔〈S3第1話・ノンクレジット〉）
有希子と匡の息子。父親の死亡時はまだ幼かったため、真実を知らされていなかった。S3第5話時点で全寮制の学校に進学しているとのこと。

### 居酒屋「しんじ」
かやの〈23〉
演 - 中村静香
S1では妊娠中で終盤で子供を出産。
しんじ〈28〉
演 - 生島勇輝
上記2名は夫婦で居酒屋「しんじ」を営んでいる。かつては鼻つまみもののワルだったが中田の熱心な説得で更生した縁でキントリのメンバーは常連客。

### その他
宮越肇
演 - 大谷亮平（S4）（小学生：石田偉琉〈S4最終話〉） ★
国土交通副大臣。汚職疑惑を持たれている。
大國塔子にハイジャックされた飛行機に乗り合わせる。最終話で副大臣を辞任する。

### ゲスト
FIRST SEASON / ドラマスペシャル / SECOND SEASON / 3rd SEASON / 4th SEASON / 新春ドラマスペシャル
複数話・単話登場の場合は演者名の横の括弧（）内に表記。

#### FIRST SEASON（2014年）
第1話「名前のない男」
- 寺尾光一（冤罪被害者・城東大学 理工学部応用化学科 元准教授） - 高嶋政伸 ★
- 藤代保（世田谷中央警察署弦巻交番 爆破事件重要参考人・弁護士） - 遠山俊也 ★
- 佐々木拓斗（バス人質立てこもり犯） - 佐藤祐基
- 篠田孝光（世田谷中央警察署弦巻交番 爆破事件被害者・巡査） - 野村修一
- 田上利一（世田谷中央警察署弦巻交番 爆破事件被害者・巡査部長） - 小川あつし
- 竹内理絵（世田谷中央警察署弦巻交番 爆破事件関係者） - 舞優
- 竹内（理絵の母） - 森下まひろ
- 寺尾（寺尾の母・3か月前死亡） - 勝倉けい子
- 丹羽あゆみ（2年前の城東大学学生ストーカー被害者・城東大学 理工学部応用化学科 元学生） - 相馬毬花

第2話「しゃべらない男」
- 杉田英治（杉田電器店 店主） - 林家正蔵 ★
- 杉田はるか（英治と美紀の娘・心臓疾患患者） - 小芝風花
- 杉田美紀（英治の妻） - 田中広子
- 道長幸作（聖応医科大学病院 心臓血管外科医） - 佐藤一平
- 霞智子（ファッションモデル） - 佐藤寛子
- 北村（コンビニ「三津屋」店員） - 大坪貴史

第3話「嘘まみれの女」
- 佐原利香（俊夫の妻） - 安達祐実 ★
- 佐原和子（俊夫の母） - 田島令子
- 佐原俊夫（経済産業省 経済国家政策局 局長） - 神尾佑
- 佐原大地（利香と俊夫の息子・慶優学院大学附属さかえ幼稚園 園児） - 田中奏生
- 木村淳子（経済産業省 経済国家政策局 職員・佐原の部下） - 藤本静

第4話「挑発する男」
- 三木本史郎（衆議院議員） - 神保悟志 ★
- 菅沼俊樹（三木本の公設第一秘書） - 泉谷しげる
- 三木本唯（三木本の妻） - 田丸麻紀
- 横村博史（警視庁刑事部捜査第二課 警部補） - 中野剛
- 三木本（三木本の父・故人） - 井原幹雄

第5話「3人のうるさい女」
- 春日小夜子（殺人事件目撃者・主婦） - 根岸季衣 ★
- 望月芳江（殺人事件目撃者・主婦） - 茅島成美 ★
- 松井蘭子（殺人事件目撃者・主婦） - 西尾まり ★
- 石田克之（所轄警察署 警察官） - 正名僕蔵
- 真木祐介（詐欺事件指名手配犯） - 竹財輝之助
- 望月ひろし（芳江の息子） - 木川淳一
- 望月（ひろしの妻） - 松沢有紗
- 春日（小夜子の夫） - 向井修
- 松井（蘭子の夫） - 冨永竜
- 春日（小夜子の娘） - 守屋亨香

第6話「ゲームの神と呼ばれた男」
- 北原健（ゲーム会社「クープ」企画開発部 社員・ゲームソフト「ペガサスアドベンチャー」の開発者） - 満島真之介（少年期：大島瑠生） ★
- 山本真人（ゲーム会社「クープ」社長） - 佐戸井けん太
- 笙子（ゲーマー・小石川春夫の知り合い） - 青木珠菜
- 北原育美（健の母・5年前死亡） - 斉藤薫

第7話「真実を告げる男」
- 真田正巳（死刑囚・元ジャーナリスト） - 浅野和之（S1第8話） ★
- 嘉納肇（中華料理「仁蘭」店主・元刑事で小石川春夫の元部下） - 堀部圭亮（S1第8話）
- 時任恵子（向井の妻・真田の幼馴染） - 伊藤裕子
- 重盛秀雄（東京地方裁判所 裁判長） - 宇納佑
- 向井雄一（パチンコ店員・真田に殺害された被害者） - 鈴木雄二
- 時任拓真（恵子の息子） - 神先朔也
- 羽山敏行（暴力団「清龍組」元構成員・真田に殺害された被害者） - 沖山翔也（ノンクレジット）

第8話「逃げる女」、最終話「マル裸の女」
- 堤大介（元警視庁捜査第二課 刑事・渡辺鉄次の警察学校の同期） - 森永竜矢

#### ドラマスペシャル（2015年）
ドラマスペシャル1「女ともだち」
- 矢島聖美（元美容師の被疑者・聖堂女子学院高等学校 卒業生） - 松下由樹（高校時代：井越有彩） ★
- 三沢早苗（報道番組キャスター・聖堂女子学院高等学校 卒業生） - 斉藤由貴（高校時代：飯村未侑） ★
- 市原聡子（扇山女子刑務所の刑務官） - 宮地雅子
- 平田良輔（番組プロデューサー） - 四方堂亘
- 溝田秀司（6年前の殺人事件被害者） - 山中聡
- 新田桂子（扇山女子刑務所の囚人） - 多岐川華子
- 愛知珠子（聖堂女子学院高等学校 教頭） - 和泉ちぬ
- 坂口碧（扇山女子刑務所の元囚人・元覚醒剤運び屋） - 阪田瑞穂
- こうごあやか（保母） - 沢井美優
- 日下隆（タクシードライバー） - 山崎潤
- 植村肇（被害者） - 藤本涼
- 坂口里奈（碧の娘） - 横山芽生
- 貝塚ヒロシ（今田商店 元店員） - 渡辺コウジ
- 今田賢人（今田商店 経営者） - 三浦健
- 草埜雅子（都立明青高等学校 教師） - 坂井裕美
- 牧田好子（美恵の母） - 吉野まり
- 牧田美恵（都立明青高等学校 生徒・真壁奈央のクラスメイト） - 樋田優花

#### SECOND SEASON（2017年）
第1話「傘をさす女」
- 白河民子（未亡人・マンション「リバーサイド柴崎北町」109号室の入居者） - 三田佳子（劇団研究生時代：倉田悠貴） ★
- 小牧修介（宅配便「豊風運輸」快速便の配達員） - 石田卓也
- 綾野文香（「リバーサイド柴崎北町」210号室の入居者・主婦） - 馬渕英里何
- 白河藤一郎（民子の亡夫・画家） - 池ノ内孝
- 綾野舞（文香の娘・5歳） - 川島夕空
- 綾野勇人（文香の息子・3歳） - 鳥越壮真

第2話「靴下をはかせる男」
- 糸山恵太（城北医科大学附属病院 呼吸器内科 医師） - 福士誠治（15歳：吉田晴登） ★
- 宮沢俊哉（警視庁警務部留置管理課 主任） - 村田雄浩 ★
- 柚木（警視庁新浦田警察署 刑事） - 越村公一
- 糸山芳子（恵太の母・3か月前死亡） - 滝沢涼子
- 糸山恵一（恵太の父・15年前事故死） - 潟山セイキ
- 棚田（SIT隊長） - 熊木聡一
- 桜井加代（城北医科大学附属病院 看護師） - 和音美桜
- 武藤（恵太の中学の教師） - 諌山幸治
- 高木直明（城北医科大学附属病院に間質性肺炎で入院） - 高桑満
- 青木知恵（中継レポーター） - 横山美智代
- 高木（高木の妻） - 村井美和
- 高木（高木の娘） - 彩羽

第3話「オウムを飼う二人」
- 小泉マユミ（正隆の妻・オウム「ピーコ」の飼い主） - 酒井美紀 ★
- 小泉正隆（フォンタナ建築事務所 社長） - 入江雅人 ★
- 日高律子（フォンタナ建築事務所 社長秘書） - 入山法子
- 石原辰信（小泉夫妻の知人・オウム「ピーコ」の13年前の飼い主） - 横田栄司
- 藤田敏樹（上島探偵社 探偵） - 玉置孝匡
- 上島和義（上島探偵社 社長） - 河野洋一郎
- 目黒（鑑識官） - 酒井康行（S2第8話）
- ピーコ（オウム） - 渡辺明乃（声の出演）

第4話「ふたりの愛」
- 沢本愛（明凌学院高等学校 3年2組 担任・古文教諭） - 矢田亜希子（中学時代：杉山優奈） ★
- 春日愛（俊介と萌の母・泰介の妻） - 森尾由美
- 春日俊介（明凌学院高等学校 3年2組 生徒） - 平岡拓真
- 林まりか（明凌学院高等学校 3年2組 生徒・俊介と同じ塾） - 梅村結衣 ★
- 長谷部翔（明凌学院高等学校 3年2組 生徒・俊介の小学校からの同級生） - 伊藤あさひ ★
- 橋本文美（明凌学院高等学校 3年2組 生徒・俊介の後ろの席） - 大出菜々子 ★
- 森山和人（明凌学院高等学校 3年2組 生徒・クラス委員） - 田川隼嗣 ★
- 沢本千代（愛の母・20年前 内縁の夫を殺害し収監後に病死） - 比佐廉
- 春日泰介（俊介と萌の父・弁護士） - 小井土一章
- 春日萌（俊介の妹・中学生） - 滝川姫奈

第5話「記憶をなくした男」
- 水越辰也（旅行会社「トラベルコレクト」営業企画部 社員） - 塚本高史 ★
- 福永絵梨（旅行会社「トラベルコレクト」新入社員） - 入山杏奈
- 鴨下（水越の学生ボランティアの友人） - 木村龍
- 田代 紀久夫（旅行会社「トラベルコレクト」社長） - 希志真ロイ
- 山村（旅行会社「トラベルコレクト」社員・水越の上司） - 児島功一
- 滝口勲（湘南プレミアムマリーナ 支配人） - 稲健二

第6話「騙された女」
- 茂手木恭子（ネイルサロン「シャトーメモワール」オーナー兼店長） - 鶴田真由 ★
- 大谷雅美（リーブス銀行 営業第一部法人第一課 行員・茂手木恭子の客・2017年5月 投身自殺） - 阿南敦子
- 近藤和子（専業主婦・茂手木恭子の客・2011年5月 投身自殺） - 村松恭子
- 白井茜（ホステス・茂手木恭子の客・2014年5月 投身自殺） - 東加奈子
- 大谷繁子（雅美の母） - 久保田民絵
- 根本浩二（不動産屋） - 今里真
- 近藤行年（和子の夫・歯科医） - 世古陽丸
- 瑞恵（クラブのママ） - 中村高華
- 木村ひとみ（大手美容サロンの店長） - 水希友香
- 末永明（大手美容サロンのチーフ・7年前失踪） - 古澤蓮

第7話「女の敵は女」
- 佐々木かずえ（通販会社「アップフォン」お客様課 パート従業員） - 田中美奈子 ★
- 磯部聡子（通販会社「アップフォン」お客様課 パート従業員） - 阿知波悟美 ★
- 森本愛美（通販会社「アップフォン」お客様課 パート従業員） - 西原亜希 ★
- 立花理香（通販会社「アップフォン」お客様課 課長） - 上野なつひ
- 野々村真一（通販会社「アップフォン」顧客部長） - 久ヶ沢徹
- 立花徹（理香の夫） - 森山栄治
- 小関侑代（通販会社「アップフォン」お客様課 パート従業員） - 工藤時子
- 佐藤香織（通販会社「アップフォン」お客様課 パート従業員） - 佐藤智美
- 井上（通販会社「アップフォン」お客様課 パート従業員） - 井上あかね
- 森本（愛美の夫・無職） - 長部努

第8話「喪服を着る男」、最終話「父ふたり」
- 久保寺圭（みどりの父・警察官から拳銃を強奪した2人組のひとり） - 鶴見辰吾 ★
- 峰岸允彦（健太の父・久保寺の共犯者・真壁匡に瓜二つの男） - 眞島秀和 ★
- 滝沢史子（アベリア法律事務所 弁護士） - 渡辺真起子
- 神木進次郎（スコット&ノーラン法律事務所 弁護士・久保寺家の元家庭教師） - 水上剣星
- 峰岸健太（5年前の「文京区女子高生ストーカー殺人放火事件」被疑者 → 留置場で自殺） - 寺坂尚呂己
- 久保寺みどり（健太が好意を寄せていた高校の同級生・5年前 自宅に放火され酸欠死） - 矢野優花
- 久保寺早苗（みどりの母・久保寺の妻・5年前 自宅に放火され酸欠死） - 藤倉みのり
- 本郷（警視庁文京警察署 強行犯係 刑事） - 千葉雅子（第8話のみ）
- 池田肇（八王子中央警察署 旭町東交番 巡査長・峰岸に拳銃を強奪される） - 清水優（第8話のみ）
- 小宮（八王子中央警察署 旭町東交番 巡査） - 水間ロン（第8話のみ）

#### 3rd SEASON（2019年）
第1話「私が撃ちました」
- 菊池玲子（警視庁刑事部 参事官・警視正） - 浅野温子 ★
- 藤沢さおり（主婦） - 市川由衣
- 野本雄太（護送中の受刑者） - 淵上泰史
- 藤沢啓介（さおりの夫） - 髙橋洋
- 飯田（東京拘置所 刑務官） - オラキオ
- 内川求（スナック経営者・4年前死亡） - 広加磨樹
- 柿本仁志（東京拘置所 元看守部長） - 大久保運

第2話「私が勝ちました」
- 橘日名子（新進女流棋士・女流三段） - 松井珠理奈（SKE48） ★
- 宗形あずさ（ベテラン女流棋士・女流六段） - 紺野まひる ★
- 大庭広夢（クレイトス杯女流玉座戦の解説を担当していたスポンサー） - 合田雅吏
- 高橋美佳（リポーター） - 福田成美

第3話「私が騙しました」
- 平井かすみ（デイトレーダー・加納隆三の後妻） - 仙道敦子 ★
- 門倉俊也（介護付き有料老人ホーム「グランコートケア」チーフヘルパー） - 永岡佑
- 宝城理沙（偽カリスマデイトレーダー） - 筧美和子
- 平井佳恵（介護付き有料老人ホーム「グランコートケア」入居者・かすみの母） - 一柳みる
- 関口雅子（加納隆三の娘） - 歌川椎子
- 上田修（介護付き有料老人ホーム「グランコートケア」ホーム長） - 岩本淳

第4話「私が誘拐しました」
- 樫村茜（荘介の姉・町役場の職員） - 松本まりか（幼少期：田牧そら） ★
- 樫村荘介（無職） - 今井悠貴（幼少期：黒川想矢） ★
- 福永真希（2日前の夜に失踪した女子高校生） - 若林薫（現・愛菜）
- 樫村悦子（茜と荘介の母・17年前火事で焼死） - 竹田朱里
- 樫村孝一（茜と荘介の父・17年前火事で焼死） - 有賀雄規
- 樫村澄江（茜と荘介の祖母・悦子の母） - 鷲尾真知子 ★

第5話「私が隠しました」
- 山下昌子（専業主婦・忠彦の妻） - 真野響子 ★
- 山下彩矢（西田館川法律事務所 弁護士・翔太の妻） - 国分佐智子
- 山下翔太（坂上法律事務所 弁護士・忠彦と昌子の息子） - 山崎樹範（幼少期：豊田温大〈ノンクレジット〉） ★
- 山下忠彦（幸和銀行 福岡支店長・単身赴任中） - 河西健司

第6話「私が守りました」
- 柴田七海（わかば青空保育園さくらぐみ 保育士） - 倉科カナ ★
- 西崎明日香（康弘の妻） - 土居志央梨 ★
- 西崎凛（わかば青空保育園さくらぐみ 園児・康弘と明日香の娘） - 落井実結子
- ながいひろみ（わかば青空保育園ばらぐみ 保育士） - 永楠あゆ美
- 安岡幸平（明日香の高校の先輩で不倫相手） - 湯川尚樹
- 西崎康弘（会社員） - 向田翼
- あいばゆずこ（わかば青空保育園ゆりぐみ 保育士） - 相馬有紀実
- 今泉雄馬（わかば青空保育園 園児） - 笹本旭
- はなしまみき（わかば青空保育園 園児） - 渋谷南那
- 佐藤あきよ（わかば青空保育園 園長） - 大島蓉子

第7話「私が試しました」
- 伴佐知恵（宝石販売会社「BANBAN」社長） - 大久保佳代子 ★
- 若杉純（宝石販売会社「BANBAN」販売員・佐知恵の婚約者） - 稲葉友
- 坂本彰夫（スポーツジム「ウェルネスボディスタジオ新宿」スポーツトレーナー・佐知恵の元夫） - 尾崎右宗
- 勝沼静香（スポーツジム「ウェルネスボディスタジオ新宿」会員） - 小池由

第8話「私が作りました」
- 木崎勝則（ネット広告会社「アヘッドプラスエージェンシー」アーカイブ室長） - 橋本じゅん ★
- 梅田信吾（ネット広告会社「アヘッドプラスエージェンシー」人事部） - 三宅弘城 ★
- 橋下拓海（ネット広告会社「アヘッドプラスエージェンシー」営業部） - 入江甚儀
- 宇佐美友香（ネット広告会社「アヘッドプラスエージェンシー」社長） - 霧島れいか
- 新井美加（ネット広告会社「アヘッドプラスエージェンシー」社長秘書） - 鉢嶺杏奈
- 石井雄太（ジャストソリューションズ 社長・梅田の大学時代の友人） - 宮本大誠
- ユリナ（アイドル） - 安田愛里
- 皆川真由（ネット広告会社「アヘッドプラスエージェンシー」営業部） - 羽瀬川なぎ

第9話「私が救いました」、最終話「私がやりました」
- 染谷巌（尾鷹中学校 元校長） - 吉田鋼太郎 ★
- 北山未亜（高校の同級生3人に毒を飲ませて殺害した被疑者・関東創世大学 中退） - 吉川愛（S3第1話） ★
- 藤井卓生（城北医科大学医学部 1年生） - 坂東龍汰 ★
- 染谷絹江（染谷の妻・3年前死亡） - 水木薫
- 向井はるか（染谷の教え子・3年前死亡） - 今村美乃
- 田山修二（城北医科大学医学部 1年生） - 松田将希
- 藤井充（京南大学医学部の先生・卓生の父） - 吉満寛人（第9話のみ）
- 藤井鏡子（藤井の妻・卓生の母） - 渡辺杉枝（第9話のみ）
- 北山聡子（未亜の母） - 辻しのぶ（第9話のみ）

#### 4th SEASON（2021年）
第1話「女神の帰還」、第2話「偽りの女神」
- 大國塔子（元活動家） - 桃井かおり ★（S4第8話〈回想〉・最終話〈回想〉）
- 東修二（宮越肇国土交通副大臣の第一秘書官） - 今井朋彦（S4第8話〈回想〉・最終話〈回想〉）
- 小暮しのぶ（大國塔子の支援者） - 円城寺あや
- 東逸子（修二の妻） - 片岡京子（S4最終話）
- 東奨太（修二と逸子の息子） - 石田星空（S4第8話・最終話）
- 横山（公安刑事） - 松原正隆（S4第8話）
- 桜井美智（客室乗務員） - 宮澤佐江
- 三木（捜査員） - 澤田育子
- 住野（公安刑事） - 松田航輝（第1話のみ）
- 富士（客室乗務員・チーフパーサー） - 谷知恵（第1話のみ）
- 南（客室乗務員） - 阿部紗英（第1話のみ）
- 友里（客室乗務員） - 熊谷真由（第1話のみ）
- 後藤善一（レストラン「ビストロゴトウ」オーナー） - 宇納佑（第2話のみ）
- 齋藤（留置所係） - 見方あゆ実（第2話のみ）

第3話「勇者の嘘」
- 石倉衆二（山内ボクシングジム所属のボクサー） - 岡山天音 ★
- 加賀見光一郎（WBF世界バンタム級チャンピオン） - 神尾楓珠 ★
- 山内潔（山内ボクシングジム 会長・元ボクサー） - 阿南健治
- 三波孝次（週刊進帳 記者） - 西ノ園達大
- 日高絵美（スポーツキャスター） - 逢沢りな
- 梅本勝（週刊進帳 記者） - 松本実
- 大橋（山内ボクシングジム コーチ） - 川並淳一

第4話「瀕死の容疑者」
- 橘頼子（スリー食品リサイクル管理事業部SY21リサイクル課 主任・元クラブホステス） - 高橋メアリージュン（中学生：安土姫華） ★
- 折原政人（頼子の担当医師） - 甲本雅裕
- 三上聡（スリー食品 専務・頼子の中学時代の同級生） - 内村遥（中学生：宍戸晴空）
- 三上るり子（聡の妻） - 小林涼子
- 矢代（スリー食品 工員） - 栗田芳宏
- 水野一輝（スリー食品 工員） - 長田真英

第5話「容疑者はロボット」
- 村松彰（IT企業「エクステル」経営者） - 小池徹平（13歳：西山蓮都） ★
- 村松和代（彰の母） - 夏樹陽子
- 飯塚万里（彰の秘書） - 黒川智花 ★
- 土居マサエ（和代の隣の家の主婦） - 杉田かおる ★
- ハイリー（AIロボット） - 榎木淳弥（声の出演） ★

第6話「怪物の逃走」
- 諸星麻美（和彦の妻） - 瀧内公美 ★
- 鬼塚貞一（警視庁特殊犯捜査係 主任） - 丸山智己（SP2）
- 諸星和彦（財務省の官僚） - 駿河太郎
- 警察官 - 長屋晴子
- 大鳳聖（警視庁特殊犯捜査係） - 古舘佑太郎
- 桐山小夜子（和彦の恋人） - 清瀬やえこ
- 諸星翼（和彦と麻美の息子） - 有山実俊
- 桃田朗（警視庁特殊犯捜査係） - 白仁裕介
- 吉備騨瑚（警視庁特殊犯捜査係） - 秋吉孝勇
- 犬飼秋太（警視庁特殊犯捜査係） - 潔進（現・作山嘉規）

第7話「魔女の預言」
- 貴船馨（霊能者・3年前死亡） - 板谷由夏（幼少期：砂田真莉菜 / 小学生：片岡愛菜 / 高校生：鈴木みな）
- 佐久間渚（馨の双子の妹） - 板谷由夏（幼少期：砂田友莉菜 / 小学生：片岡結菜 / 高校生：鈴木まりあ） ★
- 小林英二（小林美容外科 院長） - 黄川田雅哉
- 竹村（馨が渚になりすまして告白した相手） - 竹村浩翔

第8話「仲間たちの反乱」
- 上原あゆみ（ネット通販事業「キャリバリー 物流センター」アルバイト） - 宮澤エマ ★
- 野田加代（ネット通販事業「キャリバリー 物流センター」アルバイト） - 中原果南 ★
- 伴成杉枝（ネット通販事業「キャリバリー 物流センター」アルバイト） - 宍戸美和公 ★
- 本橋久子（ネット通販事業「キャリバリー 物流センター」アルバイト） - 小林きな子 ★
- 曽根沙織（ネット通販事業「キャリバリー 物流センター」アルバイト） - 水口早香 ★
- 桜田剛（ネット通販事業「キャリバリー 物流センター」主任） - 須田邦裕
- 倉田（警視庁組織犯罪対策部の刑事） - 永倉大輔

最終話「真実への行進」
- 羽屋田空見子（羽屋田法律事務所 弁護士・大國塔子の国選弁護人） - 大塚寧々（S4第8話）（高校生：狩野海音）
- 須田太郎（宮越肇国土交通副大臣の第一秘書） - 尾上寛之 ★（S4第8話）
- 小池明大（警視庁九段警察署 警部補） - 坂田聡
- 増本（宮越肇国土交通副大臣の秘書） - 小松健太

#### 新春ドラマスペシャル（2022年）
ドラマスペシャル2「特別招集2022〜8億円のお年玉〜」
- 松原しおり（源家の家政婦・修一の恋人） - 菜々緒 ★
- 源修一（マクフライ&織田法律事務所 パートナー弁護士・悦男と秀子の息子） - 木村了 ★
- 源優奈（小学2年生・修一の娘） - 板垣樹 ★
- 田坂茂（六本木ラーメン九連宝燈 元経営者・源家で死体として発見される） - 浜田信也
- 野々村洋子（源家の隣人） - 真下有紀
- 村本伸吾（現金輸送車の警備員） - 小川紘司
- 小林太（現金輸送車の警備員） - 小橋秀行
- 警察学校生徒 - 鳴海唯
- 岩本正樹（遺体の第一発見者の少年） - 豊田温大
- 源悦男（西京大学法学部 教授） - 井上順 ★
- 源秀子（東京高等裁判所刑事部 判事） - 高畑淳子 ★
- 捜査一課の山上刑事の相棒 - 玉木惣一郎
- 元プロ野球選手の被告人 - 成田マイケル理希
- 赤井孟（現金輸送車の警備員） - 中山孟

## 用語
※ストーリー内にたびたび登場する施設・会社・組織・部署などを記す。
緊急事案対応取調班（通称・キントリ）
郷原政直が警視庁捜査一課に新しく設置した部署。名目上は『取り調べ専門チーム』で実際は人員整理のための閑職・窓際部署である。取調べ案件が来るまで常に待機し何もなければ定時退庁している模様。S2、S3では「キントリ」の人員再編成が検討され、中田の退職と入れ替わりに玉垣が加入した以外にメンバーの変更は行われなかったものの、S4では設置の目的であった取調べ可視化の推進が進み、その役目を終えたと判断されたことから班の解散が告知され、予定通り解散した。以後「キントリ」と同様の部署が設置されるかは未定。菱本と小石川には早期退職が検討されている。
また、2022年1月3日放映の新春スペシャルではチームが一時的に復活し、事件捜査を担当する。

## スタッフ
- 脚本 - 井上由美子、福島治子（S3）、香坂隆史（S3）
- シリーズ原案 - 井上由美子（S3にて井上以外が脚本を担当しているときのみクレジット）
- ポストクレジット脚本 - 井上由美子（S3配信オリジナル版。ポストクレジットがない回および、井上本人が本編の脚本を担当している回にはクレジットなし）
- 音楽 - 林ゆうき
- 演出 - 常廣丈太（テレビ朝日）、本橋圭太（アズバーズ、S1 - S3）、山本大輔（アズバーズ、S3）、樹下直美（アズバーズ、S4）
- ポストクレジット演出 - 常廣丈太（S3配信オリジナル版。ポストクレジットがない回および、常廣本人が本編の演出をしている回にはクレジットなし）
- 主題歌
  - S1 - JUJU「Door」（ソニー・ミュージックアソシエイテッドレコーズ）[177]
  - S2 - AI「最後は必ず正義が勝つ」（ユニバーサル ミュージック）[178]
  - S3 - 家入レオ「Prime Numbers」（VICTOR ENTERTAINMENT）[179]
  - S4 - 緑黄色社会「LITMUS」（エピックレコードジャパン）[180]
- 演出補 - 浅見真史
- タイトルバック - 坪ノ内晃
- 選曲 - 石井和之
- 擬闘 - 栗原直樹（WGK）
- スタント - 五味良介、森永竜矢
- ガンエフェクト - 早川光
- 操演 - 羽鳥博幸
- 警察監修 - 倉科孝靖
- 医療指導 - 町塚聖子
- ゼネラルプロデューサー - 黒田徹也（テレビ朝日 / S1 - SP1）、三輪祐見子[注 9]（テレビ朝日）
- プロデューサー
  - テレビ朝日 - 都築歩（S2 - ）、残間理央（S4 - ）
  - 国際放映 - 浦井孝行（S1）、櫻井美恵子（S1）
  - アズバーズ - 松野千鶴子（SP1 - ）、神馬由季（SP1 - S2）
- プロデューサー補 - 新井富美子、椛澤節子、西村ひさえ
- 制作協力 - 国際放映（S1）、アズバーズ（SP1 - ）
- 制作著作 - テレビ朝日

## 放送日程

### FIRST SEASON
- 2014年1月9日[181] - 3月13日、全9話。
- 第1話は15分拡大（21時 - 22時9分）。
- 第8話と最終話は二話構成。
- 1月30日は『いきなり!黄金伝説。3時間スペシャル』（19時 - 21時48分）のため、休止。

| 各話                                                                         | 放送日        | サブタイトル           | ラテ欄                                                 | 演出     | 視聴率 |
| ---------------------------------------------------------------------------- | ------------- | ---------------------- | ------------------------------------------------------ | -------- | ------ |
| 第1話                                                                        | 2014年1月09日 | 名前のない男           | 人質1300万人…42時間以内に 丸裸にするのは“名前のない男” | 常廣丈太 | 12.5%  |
| 第2話                                                                        | 1月16日       | しゃべらない男         | “全くしゃべらない男”の本当の理由!!                     | 本橋圭太 | 13.4%  |
| 第3話                                                                        | 1月23日       | 嘘まみれの女           | 最強の容疑者登場!! “嘘まみれの女”                      | 常廣丈太 | 16.1%  |
| 第4話                                                                        | 2月06日       | 挑発する男             | “挑発する男”と“忠誠を誓う男”鉄壁のアリバイ             | 本橋圭太 | 11.2%  |
| 第5話                                                                        | 2月13日       | 3人のうるさい女        | 目撃者は、“3人のうるさい女”!!                          | 常廣丈太 | 12.5%  |
| 第6話                                                                        | 2月20日       | ゲームの神と呼ばれた男 | 対決!! “神と呼ばれた男”驚愕の結末!!                    | 本橋圭太 | 11.7%  |
| 第7話                                                                        | 2月27日       | 真実を告げる男         | “1つだけ嘘をつく死刑囚”衝撃の告白                      | 常廣丈太 | 11.9%  |
| 第8話                                                                        | 3月06日       | 逃げる女               | ついに禁断の取調べ“丸裸で逃げる女”                     | 本橋圭太 | 12.6%  |
| 最終話                                                                       | 3月13日       | マル裸の女             | 最終対決!! “夫殺しの犯人”を今夜丸裸にします            | 常廣丈太 | 13.9%  |
| 平均視聴率 12.9%（視聴率はビデオリサーチ調べ、関東地区・世帯・リアルタイム） |               |                        |                                                        |          |        |

### ドラマスペシャル
- 21時 - 23時10分に「日曜エンタ」枠で放送された[185][186]。
- 2020年5月31日 21時 - 23時4分に「日曜プライム」枠で再放送された[6][187]。

| 各話                                                         | 放送日        | タイトル                                  | 演出     | 視聴率 |
| ------------------------------------------------------------ | ------------- | ----------------------------------------- | -------- | ------ |
| ドラマスペシャル1                                            | 2015年9月27日 | ドラマスペシャル 緊急取調室〜女ともだち〜 | 常廣丈太 | 14.6%  |
| ドラマスペシャル1                                            | 2020年5月31日 | ドラマスペシャル 緊急取調室 特別編        | 常廣丈太 | 12.0%  |
| （視聴率はビデオリサーチ調べ、関東地区・世帯・リアルタイム） |               |                                           |          |        |

### SECOND SEASON
- 2017年4月20日[190] - 6月15日、全9話。
- 第1話、最終話は15分拡大（21時 - 22時9分）。
- 第8話、最終話は二話構成。

| 第1話                                                                        | 2017年4月20日 | 傘をさす女       | ミセスレインの初恋 | 最強のチーム完全復活!! 77歳孤独な女の哀しい告白 私、人を殺しました | 常廣丈太 | 17.9% |
| 第2話                                                                        | 4月27日       | 靴下をはかせる男 | 15年目の出発       | 殺人医師に空白の9分間!! 立てこもった正義の警官                     | 常廣丈太 | 14.2% |
| 第3話                                                                        | 5月04日       | オウムを飼う二人 | オウムは見た       | オウムは見た!! 夫と妻に裏の顔 正体不明の真犯人!?                   | 本橋圭太 | 12.4% |
| 第4話                                                                        | 5月11日       | ふたりの愛       | ふたりの愛         | 目撃者は29人…授業中の殺人!? 正反対なふたりの愛                     | 本橋圭太 | 12.4% |
| 第5話                                                                        | 5月18日       | 記憶をなくした男 | ブラックジョーク   | 殺人の記憶がない… 嘘まみれの血だらけヒーロー!?                     | 常廣丈太 | 13.2% |
| 第6話                                                                        | 5月25日       | 騙された女       | 騙された女         | チーム分裂!? 次々と自殺者が… 魔性の女の黒い笑顔                    | 本橋圭太 | 14.3% |
| 第7話                                                                        | 6月01日       | 女の敵は女       | -                  | 嘘だらけ3人の女… 完璧なアリバイと最後の事件!!                      | 本橋圭太 | 13.1% |
| 第8話                                                                        | 6月08日       | 喪服を着る男     | -                  | 最後の事件…有希子撃たれる!! 完全黙秘の男の正体                     | 常廣丈太 | 13.8% |
| 最終話                                                                       | 6月15日       | 父ふたり         | 父ふたり           | 最終対決!! 亡き夫が銃撃犯!? 命がけの復讐 私がマル裸にしてみせる!!  | 常廣丈太 | 14.4% |
| 平均視聴率 13.9%（視聴率はビデオリサーチ調べ、関東地区・世帯・リアルタイム） |               |                  |                    |                                                                    |          |       |

### 3rd SEASON
- 2019年4月11日 - 6月20日、全10話。
- 第1話、第9話、最終話は15分拡大（21時 - 22時9分）。
- 5月23日は『白い巨塔』第2夜放送（21時 - 22時24分）のため休止。
- 配信オリジナル版ではエンドクレジットが独自のものになっている他、第3話、第4話、第5話、第8話には新規撮影シーンが追加されている[注 11]。

| 各話                                                                         | 放送日        | サブタイトル     | ファイル名     | ラテ欄                                                                | 脚本       | 演出     | 視聴率 |
| ---------------------------------------------------------------------------- | ------------- | ---------------- | -------------- | --------------------------------------------------------------------- | ---------- | -------- | ------ |
| 第1話                                                                        | 2019年4月11日 | 私が撃ちました   | 完璧な人生     | 最強のチーム完全復活!! 疑惑の銃弾!! 2分56秒の謎 私が撃ちました…!!     | 井上由美子 | 常廣丈太 | 15.2%  |
| 第2話                                                                        | 4月18日       | 私が勝ちました   | 勝負の行方     | 生放送で殺人!? 前代未聞!! 女流棋士を同時取調べ!!                      | 井上由美子 | 常廣丈太 | 13.4%  |
| 第3話                                                                        | 4月25日       | 私が騙しました   | 大事なもの     | 5億稼ぐ地味な女の笑顔と嘘!! お金より大切なもの                        | 福島治子   | 本橋圭太 | 12.3%  |
| 第4話                                                                        | 5月02日       | 私が誘拐しました | 家族愛         | 完全黙秘姉弟… タイムリミット30時間!! 絆を引き裂く危険な賭け           | 香坂隆史   | 常廣丈太 | 12.6%  |
| 第5話                                                                        | 5月09日       | 私が隠しました   | スープを煮る女 | 最強主婦VS最悪な嫁!! 家族の秘密を出張取り調べ!!                       | 井上由美子 | 本橋圭太 | 13.7%  |
| 第6話                                                                        | 5月16日       | 私が守りました   | 優しい嘘       | 被疑者はウサギ!? 保育園に潜入責任感が強すぎる女                       | 香坂隆史   | 本橋圭太 | 12.3%  |
| 第7話                                                                        | 5月30日       | 私が試しました   | 愛を試す女     | 24歳年下婚約者と獄中結婚…!? 愛を信じる女の意地とプライド!!            | 井上由美子 | 常廣丈太 | 12.9%  |
| 第8話                                                                        | 6月06日       | 私が作りました   | 男の居場所     | 解散危機居場所のない3人の男 圧迫取調べで大炎上                        | 福島治子   | 山本大輔 | 12.8%  |
| 第9話                                                                        | 6月13日       | 私が救いました   | -              | 最終決戦 大雨が引き裂いた運命 手をついて頭下げろ!! 史上最も激しい密室 | 井上由美子 | 常廣丈太 | 12.9%  |
| 最終話                                                                       | 6月20日       | 私がやりました   | 最後の仕事     | 完結!!疑惑の元校長が大激白 隠された衝撃の動機… マル裸にしてみせる     | 井上由美子 | 常廣丈太 | 13.6%  |
| 平均視聴率 13.1%（視聴率はビデオリサーチ調べ、関東地区・世帯・リアルタイム） |               |                  |                |                                                                       |            |          |        |

### 4th SEASON
- 2021年7月8日 - 9月15日、全9話。
- 「サブタイトル ＝ ファイル名」になっている[注 13]。
- 第1話・第8話・最終話は10分拡大（21時 - 22時4分）。
- 第1話・第2話は二話構成。
- 7月29日は『東京オリンピック バドミントン 男子シングルス1回戦 / 女子ダブルス準々決勝』のため休止。
- 8月5日はドラマスペシャル『警視庁ひきこもり係』のため休止。
- 9月2日は『2022FIFAワールドカップ カタール アジア地区最終予選』のため、放送時刻変更（21時15分 - 22時9分）。

| 各話                                                                         | 放送日       | サブタイトル     | ラテ欄                                                              | 演出     | 視聴率 |
| ---------------------------------------------------------------------------- | ------------ | ---------------- | ------------------------------------------------------------------- | -------- | ------ |
| 第1話                                                                        | 2021年7月8日 | 女神の帰還       | 最強のチーム完全復活!! 50年隠れていたハイジャック犯と緊迫の4時間    | 常廣丈太 | 14.7%  |
| 第2話                                                                        | 7月15日      | 偽りの女神       | 今夜決着 制限時間60分の心理戦VS蘇った伝説の女神                     | 常廣丈太 | 13.4%  |
| 第3話                                                                        | 7月22日      | 勇者の嘘         | 最強対決 超一流VS成り上がり…リングの嘘を暴け!!                      | 常廣丈太 | 09.1%  |
| 第4話                                                                        | 8月12日      | 瀕死の容疑者     | 解散迫るVS死刑を望む容疑者!? 絶対に死なせない!!                     | 樹下直美 | 10.1%  |
| 第5話                                                                        | 8月19日      | 容疑者はロボット | ロボットを丸裸に!? 遠隔殺人に空白の24時間の謎                       | 樹下直美 | 12.0%  |
| 第6話                                                                        | 8月26日      | 怪物の逃走       | VS息子を誘拐した母親!! 決死の逃亡を声だけで救え                     | 常廣丈太 | 10.9%  |
| 第7話                                                                        | 9月02日      | 魔女の預言       | 最終章 大嘘つきか…本物か? 霊能力者と頭脳戦!!                        | 樹下直美 | 12.4%  |
| 第8話                                                                        | 9月09日      | 仲間たちの反乱   | あと15日VS嘘まみれの女たち… 仲間の衝撃逮捕!! 真実へのカウントダウン | 常廣丈太 | 12.4%  |
| 最終話                                                                       | 9月16日      | 真実への行進     | 解散!! キントリ最後の7日間 VS日本の命運を握る男 マル裸にしてみせる  | 常廣丈太 | 13.8%  |
| 平均視聴率 12.1%（視聴率はビデオリサーチ調べ、関東地区・世帯・リアルタイム） |              |                  |                                                                     |          |        |

### 新春ドラマスペシャル
| 各話                                       | 放送日       | タイトル                                                      | 脚本       | 演出     | 視聴率 |
| ------------------------------------------ | ------------ | ------------------------------------------------------------- | ---------- | -------- | ------ |
| 新春ドラマスペシャル （ドラマスペシャル2） | 2022年1月3日 | 新春ドラマスペシャル 緊急取調室 特別招集2022〜8億円のお年玉〜 | 井上由美子 | 常廣丈太 | 11.3%  |

## 映画
『劇場版「緊急取調室 THE FINAL」』（げきじょうばん きんきゅうとりしらべしつ ザ ファイナル）と題して、東宝配給で2025年12月26日公開予定。
当初は2022年に公開予定だったが、同年7月に安倍晋三銃撃事件が発生し、作中に「首相が襲撃される事件」があったことから公開延期となったとされる。その後2023年6月16日の公開を予定して、完成披露試写会が5月15日に開催されたが、5月18日に出演者の四代目 市川猿之助が都内の自宅で両親と共に倒れている所を発見されて救急搬送されるという事件が発生（後に自殺幇助の疑いで逮捕）。この影響から「総合的な判断」により公開延期となることが6月1日に発表された。
2024年6月16日、新たなキャストとして石丸幹二を迎え再始動することが発表された。
2025年8月15日、同年12月26日の公開となることが発表された。

### キャスト（劇場版）

#### 緊急取調室
真壁有希子
演 - 天海祐希
梶山勝利
演 - 田中哲司
菱本進
演 - でんでん
小石川春夫
演 - 小日向文世
生駒亜美
演 - 比嘉愛未
酒井寅三
演 - 野間口徹

#### 捜査一課
渡辺鉄次
演 - 速水もこみち
監物大二郎
演 - 鈴木浩介
山上善春
演 - 工藤阿須加
玉垣松生
演 - 塚地武雅

#### 警視庁上層部
角田
演 - 勝村政信
警備部長。
磐城和久
演 - 大倉孝二
副総監。
永松
演 - 平泉成
警視総監。

#### 内閣
長内洋次郎
演 -  石丸幹二
内閣総理大臣。
光圓寺衛
演 - 徳重聡
総理大臣主席秘書官。
熊井善太郎
演 - 山崎一
官房長官。
岩倉伸也
演 - 小野武彦
副首相。外務大臣も兼務している。

#### その他
真壁奈央
演 - 杉咲花
有希子の娘。救急救命士。
真壁匡
演 - 眞島秀和
有希子の亡き夫で、奈央の父親。元警視庁警備部刑事。
郷原政直
演 - 草刈正雄
有希子の元上司で、“キントリ”の設立者。元刑事部長。
鬼塚貞一
演 - 丸山智己
警視庁特殊犯捜査係班長。
かやの
演 - 中村静香
居酒屋「しんじ」の店主夫妻。
しんじ
演 - 生島勇輝
居酒屋「しんじ」の店主夫妻。
森下弘道
演 - 佐々木蔵之介
総理を襲撃する暴漢。

### スタッフ（劇場版）
- 脚本：井上由美子[9]
- 監督：常廣丈太[9]
- 音楽：林ゆうき[9]
- 主題歌：緑黄色社会「さもなくば誰がやる」（ソニー・ミュージックレーベルズ）[204]
- 制作プロダクション：アズバーズ
- 製作幹事：テレビ朝日
- 配給：東宝
- 製作：2023 劇場版「緊急取調室 THE FINAL」製作委員会

## 関連商品
- 『緊急取調室』 DVD-BOX、JAN 4571390737358 / Blu-ray BOX、JAN 4571390737419、TCエンタテインメント、2014年8月8日発売。
- 『緊急取調室 SECOND SEASON』 DVD-BOX、JAN 4562474188395、TCエンタテインメント、2017年10月4日発売。
  - SECOND SEASONとドラマスペシャル緊急取調室2015を収録[206]
- 『緊急取調室 3rd SEASON』 DVD-BOX、JAN 4562474206471、TCエンタテインメント、2019年10月4日発売。
- 『緊急取調室 4th SEASON』DVD-BOX、TCエンタテインメント、2021年12月24日発売。